# Chauncey Fitch Cleveland

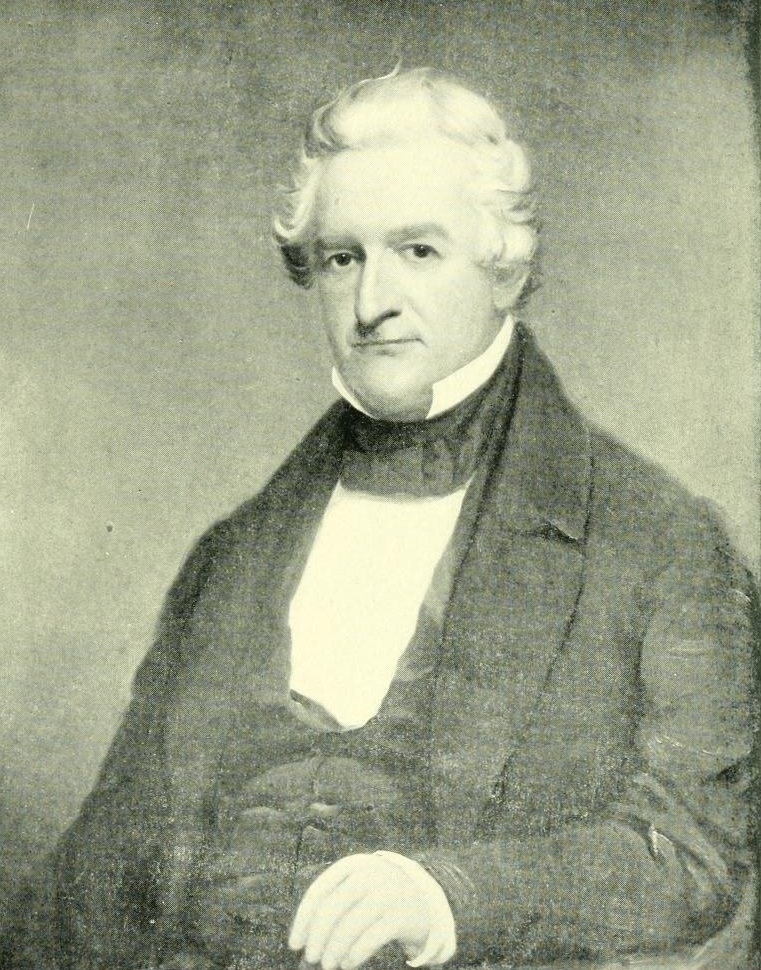
Chauncey Fitch Cleveland.

Chauncey Fitch Cleveland, född 16 februari 1799, död 6 juni 1887, var en amerikansk politiker, ledamot av USA:s representanthus och guvernör i Connecticut.

## Tidigt liv
Chauncey Fitch Cleveland föddes i Canterbury, Connecticut. Han gick i offentliga skolor och var skollärare från femton till tjugo års ålder. Han studerade juridik och antogs till advokatsamfundet 1819. Han började praktisera juridik i Hampton.

## Politisk karriär
Cleveland var ledamot av Connecticuts representanthus i flera olika omgångar, från 1826 till 1829, 1832, 1835, 1836, 1838, 1847 och 1848. Han var talman i representanthuset 1836 och 1838. Han arbetade som åklagare 1832. Han flyttade till Norwich, Connecticut, 1841.

## Guvernör
Cleveland valdes till guvernör som kandidat för Demokraterna 1842 och blev omvald 1843, mandatperioden var på ett år. Han efterträdde William W. Ellsworth den 4 maj 1842 och lämnade den 1 maj 1844 över till Roger Sherman Baldwin, bägge representanter för Whigpartiet. Efter sin tid som guvernör återvände han till juristyrket i Hampton.

## Senare politiska uppdrag
Cleveland valdes som demokrat till USA:s representanthus 1848 och tjänstgjorde i två mandatperioder från den 4 mars 1849 till den 3 mars 1853.
Han engagerade sig för Republikanerna i samband med att detta parti bildades och var delegat till dess nationella konvent 1856 och 1860. Han deltog vid den fredskonferens som hölls 1861 i Washington, D.C. i ett försök att föreslå lösningar för att förhindra det förestående kriget. Han var åter ledamot av Connecticuts representanthus 1863 och 1866, och var dess talman det senare året.
Vid sidan om politiken ägnade han sig åt jordbruk och att arbeta som advokat. Han avled 1887 i Hampton och begravdes i South Cemetery.